# Vital Désir
Vital Désir est un téléfilm français réalisé par Jérôme Boivin, diffusé le 9 octobre 2010 sur France 3.

## Fiche technique
- Titre : Vital Désir
- Réalisateur : Jérôme Boivin
- Scénario : Évelyne Pisier et Muriel Flis Trèves
- Costumes : Michèle Pezzin
- Photographie : Martin Legrand
- Musique : Renaud Barbier
- Sociétés de production : France 3, C.R.R.A.V. Nord Pas de Calais, Pampa Production
- Pays :  France
- Durée : 110 minutes
- Diffusion : 9 octobre 2010 sur France 3

## Distribution
- Caroline Ducey : Florence Vatel
- Bulle Ogier : Simone
- Thibault de Montalembert : Hugo
- Xavier de Guillebon : Alain
- Gaëlle Fraysse : Amélie
- Anya Slimani : Léa
- Isabelle Goethals Carre : Sarah
- William Nadylam : Maître Collinot
- Thomas Chabrol : Patrick
- Cédric Le Maoût : le réceptionniste